# The Siren
"The Siren" je četvrti singl s albuma Once finskog simfonijskog metal Nightwish. Pjesma je izvođena s London Session Orkestrom i uključuje neke egzotične instrumente kao npr. električnu violinu. Tarja Turunen u ovoj pjesmi koristi vokal drugačiji nego ikada prije. 